# جاي ارين
جاي ارين (بالفرنسية: Jay Warren)‏ (4 مايو 1989 بتاهيتي في فرنسا - ) هو لاعب كرة قدم فرنسي في مركز الوسط.

## وصلات خارجية
- جاي ارين على موقع قاعدة بيانات كرة القدم.إي يو (الإنجليزية)
- جاي ارين على موقع ناشيونال فوتبول تيمز (الإنجليزية)
- جاي ارين على موقع Soccerway.com (الإنجليزية)